# شرهامن
شرهامن (به سوئدی: Skärhamn) یک منطقهٔ مسکونی در سوئد است که در بخش یورن واقع شده‌است. شرهامن ۲٫۴۶ کیلومتر مربع مساحت و ۳٬۱۹۳ نفر جمعیت دارد.